# Stadion Miejski w Szyłokarczmie
Stadion Miejski – wielofunkcyjny stadion w Szyłokarczmie, na Litwie. Został otwarty w 1938 roku. Może pomieścić 3000 widzów. Swoje spotkania rozgrywają na nim piłkarze klubu FK Šilutė.